# Darren McGregor
Darren McGregor, né le 7 août 1985 à Leith, est un ancien footballeur écossais. Il jouait au poste de défenseur.

## Carrière
Le 25 août 2015, il rejoint le club d'Hibernian. Avec cette équipe, il participe à la Ligue Europa, grâce sa victoire en Coupe d'Écosse.

## Palmarès
- Cowdenbeath
  - Champion d'Écosse de quatrième division en 2006

- Hibernian FC
  - Vainqueur de la Coupe d'Écosse en 2016
  - Champion de deuxième division en 2016-2017

### Distinctions personnelles
- Membre de l'équipe-type de la Scottish Championship en 2016 et 2017